# 呉士龍
呉 士龍（朝鮮語: 오사룡）は、高麗の文官であり、朝鮮氏族の楽安呉氏の始祖である。
新羅智証王時代に中国から新羅に渡来した呉瞻の次男の呉膺の32代子孫である。
呉士龍は高麗時代に三司左尹を務めて、外敵を討伐した功績から楽安君に封じられた。